# Бургк
Бургк (нім. Burgk) — громада в Німеччині, розташована в землі Тюрингія. Входить до складу району Заале-Орла.
Площа — 13,65 км2. Населення становить Невірний параметр metadata 16 075 009 ос. (станом на 31 грудня 2021).